# Helbigsdorfer Bach (Zethaubach)
Der Helbigsdorfer Bach ist ein etwa 6,7 km langer, linker Nebenfluss des Zethaubaches im sächsischen Erzgebirge.

## Verlauf
Der Bach entspringt etwa 3 km südlich von Helbigsdorf aus einem kleinen Teich. Er verläuft zuerst Richtung Nordost und quert nach etwa 800 m auf einer Höhe von 501,2 m ü. NHN den Zethauer Kunstgraben, der hier oberflächig fließt. Der Kunstgraben, der später durch den Unteren Großhartmannsdorfer Teich aufgestaut wird, ist Teil der Unteren Wasserversorgung der Revierwasserlaufanstalt Freiberg und versorgt das Gebiet von Freiberg stetig mit Brauchwasser. Später dreht der Helbigsdorfer Bach erst nach Norden, knickt dann nach Osten ab und durchfließt hierbei das Waldhufendorf Helbigsdorf, dessen Häuser am Bach aufgereiht sind. Schließlich mündet er in den Zethaubach, der etwa 400 m später in Mulda/Sa. in die Freiberger Mulde mündet.